# Kadaka (Varbla)
Kadaka – wieś w Estonii, w prowincji Parnawa, w gminie Varbla.